# سلطة منطقة العقبة الاقتصادية الخاصة
سلطة منطقة العقبة الاقتصادية الخاصة هي مؤسسة مستقلة مالياً وإدارياً المسؤولة عن إدارة وتنظيم وتنمية منطقة العقبة الاقتصادية الخاصة.

## خلفية عامة
تأسست سلطة منطقة العقبة الاقتصادية الخاصة في عام 2001، وذلك لإدارة وتنظيم منطقة العقبة الاقتصادية الخاصة والتي أنشأت بقانون رقم (32) لسنة 2000.
ولسلطة منطقة العقبة الاقتصادية الخاصة مجلس مفوضين يرأسه رئيس مجلس المفوضين، يقرر البرامج والهيكل التنظيمي والتعليمات التي تحكم عمل مديريات السلطة والإجراءات التنفيذية الإدارية. قامت السلطة على مدى السنوات الماضية بإجراء عدة تغييرات على برامجها وآليات تنفيذها للتواكب مع متطلبات كل مرحلة ولتستجيب إلى المتغيرات في البيئة الخارجية والتحديات التي تواجهها؛ فعلى سبيل المثال، تم استحداث مديرية تنمية المجتمع المحلي في عام 2006 لمواكبة احتياجات المجتمع المحلي في المنطقة، كما تم استحداث وحدة خدمات الجمهور في عام 2008 وذلك لمتابعة احتياجات متلقّي الخدمة وزيادة فاعلية حل المشاكل التي قد تعترض انسيابية العمل وتحول دون تلبية الاحتياجات

## الهيكل التنظيمي
يتكون الهيكل التنظيمي الحالي للسلطة من المديريات التالية:
1. مديرية تنمية المجتمع المحلي
2. مديرية الاستثمار
3. مديرية العمل والإقامة والتأشيرات
4. مديرية التسويق و‌السياحة
5. مديرية الأشغال العامة
6. مديرية مركز خدمات المدينة
7. مديرية التخطيط والدراسات
8. مديرية التراخيص ومراقبة الاعمار
9. مديرية التنسيق والعمليات
10. مديرية شؤون الإقليم
11. مديرية البيئة
12. مديرية الرقابة الصحية
13. مديرية مختبرات العقبة (ابن حيان)
14. مديرية متنزة العقبة البحري
15. مديرية منطقة وادي رم
16. مديرية الجمارك
17. مديرية الإيرادات والضرائب والتدقيق
18. مديرية التخزين والمستودعات
19. مديرية التطوير المؤسسي
20. مديرية الشؤون المالية
21. مديرية الموارد البشرية
22. مديرية النظم المعلوماتية
23. مديرية الشؤون الإدارية
24. مديرية الشؤون القانونية
25. مديرية العلاقات العامة والإعلام

وتضم السلطة الوحدات التنظيمية التالية:
1. وحدة التدقيق الداخلي
2. مكتب خدمة الجمهور
3. مكتب معالي الرئيس
4. وحدة تطوير وادي عربة

وجميعها تقع في منطقة العقبة الاقتصادية الخاصة، ما عدا:
1. مديرية شؤون الإقليم
2. مديرية منطقة وادي رم
3. وحدة تطوير وادي عربة

ترتبط جميع المديريات بخمسة مفوضين هم:
1. مفوض شؤون التنمية الاقتصادية والاستثمار
2. مفوض شؤون البنية التحتية والخدمات
3. مفوض شؤون شؤون البيئة
4. مفوض الإيرادات والجمارك
5. مفوض الشؤون الإدارية والمالية
6. مديرية الرقابة والتنفيذ

## برامج سلطة منطقة العقبة الاقتصادية الخاصة
تضم السلطة ما يقارب 123 برنامج ومشروع رئيسي موزعة على 5 قطاعات إستراتيجية، هي:
1. قطاع التنمية الاقتصادية
2. قطاع التنمية الاجتماعية
3. قطاع البنية التحتية
4. قطاع البيئة
5. قطاع التطوير المؤسسي

والفئات المستفيدة من هذه البرامج هي كالاتي:
- حكومة المملكة الأردنية الهاشمية.
- المواطنون.
- المستثمرون.
- السياح.
- مؤسسات القطاع الخاص في المنطقة.
- مؤسسات المجتمع المدني في المنطقة.
- مؤسسات القطاع العام في المنطقة.
- موظفون سلطة منطقة العقبة الاقتصادية الخاصة.

وجميعها تستفيد استفادة مباشرة من برامج السلطة وتنتفع من الخدمات التي تقدمها مديرياتها.
وتعتبر مشاريع وبرامج البنية التحتية أهم البرامج، حيث تبلغ نسبة الإنفاق على مشاريع وبرامج البنية التحتية ما يقارب 37% من موازنة السلطة.

## رسالة السلطة
المساهمة في تعزيز القدرة الاقتصادية للأردن من خلال:
- استقطاب الاستثمارات عن طريق تهيئة بيئة منافسة وجاذبة عالمياً.
- تحسين المستوى المعيشي والرفاه الاقتصادي للمجتمع.
- ضمان التطوير المستمر القائم على أسس من الشفافية والاستخدام الأمثل للموارد وتحقيق أفضل النتائج.

## رؤية السلطة
منطقة العقبة الاقتصادية الخاصة مقصد استثماري وسياحي عالمي على البحر الأحمر يرفد الأردن بمحرك تنموي ويحقق الارتقاء بالمستوى المعيشي والازدهار والرفاهية للمجتمع ضمن إطار من التنمية المستدامة والشاملة.

## الأهداف الإستراتيجية
1. تعزيز الاستثمارات في المنطقة للنهوض بالمستوى الاقتصادي الوطني
2. تحسين المستوى الاقتصادي والاجتماعي للمجتمع المحلي
3. توفير البنية التحتية والخدمات كماً ونوعاً لمواءمة النمو في المنطقة
4. جعل العقبة مركزاً ومقصداً سياحياً
5. المحافظة على البيئة والصحة والسلامة العامة
6. تطبيق أفضل الممارسات الإدارية المتميزة في السلطة لجعلها نموذجاً متميزاً يحتذى به

## وصلات خارجية
- الموقع الرسمي